# GRASS 〜The 20th Anniversary Edition's 2nd〜
『G*R*A*S*S 〜The 20th Anniversary Edition's 2nd〜』（グラス〜ザ・トゥエンティース・アニバーサリー・エディションズ・セカンド〜）は、2000年11月22日にEpic/Sony Records/M's Factoryから発売された、佐野元春のベスト・アルバム。

## 概要
同年1月に発売された『The 20th Anniversary Edition 1980-1999 his words and music』に続く、佐野のデビュー20周年記念ベストアルバム第2弾で、所謂「裏ベスト」的な位置付けである。
新曲の「ディズニー・ピープル」と「ブッダ」をはじめ、ミックスやエディット、更にBonnie Pinkのフィーチャリングで、井上鑑のアレンジを手がけた「石と卵」のリテイクを収録されている。また、シークレット・トラックとして「モスキート・インタールード」と「サンチャイルドは僕の友達」の2曲が追加収録されている。

## 収録曲
| 全作詞・作曲: 佐野元春、全編曲: 佐野元春（#11除く）／井上鑑（#11のみ）。 | |          |            |      |
| #                                                                        | タイトル | 作詞     | 作曲・編曲 | 時間 |
| 1.                                                                       | 「ディズニー・ピープル -Disny People-」(「エイジアン・フラワーズ」のセルフカバー・バージョン。歌詞、編曲が全面的に変更されている。) | 佐野元春 | 佐野元春   | 2:40 |
| 2.                                                                       | 「君が訪れる日 -Life Must Go On-」('00 mix version)                                                                                 | 佐野元春 | 佐野元春   | 3:17 |
| 3.                                                                       | 「ミスター・アウトサイド -Mr. Outside」('00 mix version)                                                                            | 佐野元春 | 佐野元春   | 3:04 |
| 4.                                                                       | 「ブッダ -Buddha-」(「ハッピーエンド」のセルフカバー・バージョン。歌詞、編曲が全面的に変更されている。)                             | 佐野元春 | 佐野元春   | 2:26 |
| 5.                                                                       | 「インターナショナル・ホーボー・キング -International Hobo King-」('00 mix version)                                                 | 佐野元春 | 佐野元春   | 2:56 |
| 6.                                                                       | 「君を失いそうさ -I'm Losing You-」('00 mix version)                                                                                | 佐野元春 | 佐野元春   | 3:24 |
| 7.                                                                       | 「天国に続く芝生の丘 -Grass Valley To Heaven-」('00 mix version)                                                                    | 佐野元春 | 佐野元春   | 3:00 |
| 8.                                                                       | 「風の中の友達 -Friend-」('00 mix and edited version)                                                                               | 佐野元春 | 佐野元春   | 3:26 |
| 9.                                                                       | 「欲望 -Desire-」('00 mix and edited version)                                                                                       | 佐野元春 | 佐野元春   | 3:13 |
| 10.                                                                      | 「ジュジュ -Juju-」('00 mix version)                                                                                                | 佐野元春 | 佐野元春   | 2:45 |
| 11.                                                                      | 「石と卵 featuring Bonnie Pink -Stones And Eggs-」                                                                                  | 佐野元春 | 佐野元春   | 3:11 |
| 12.                                                                      | 「ボヘミアン・グレイブヤード -Bohemian Graveyard-」('00 mix and edited version)                                                     | 佐野元春 | 佐野元春   | 3:57 |
| 13.                                                                      | 「モリスンは朝、空港で -Morrison-」('00 mix version)                                                                                | 佐野元春 | 佐野元春   | 7:28 |
| 合計時間:                                                                | 合計時間: | 44:47    |            |      |